# Domenico Jacobini
Domenico Maria Jacobini (Rim, 3. rujna 1837. – Rim, 1. veljače 1900.) bio je talijanski kardinal i generalni vikar Rima od 1899. do svoje smrti.
Tijekom života obnašao je brojne dužnosti: tajnik Kongregacije za izvanredna crkvena pitanja, naslovni nadbiskupa Tira, tajnik Kongregacije za propagandu vjere te apostolski nuncij u Portugalu.
Na kardinalsku čast uzdignut je 1896. godine.